# Equitación en los Juegos Asiáticos
La equitación en los Juegos Asiáticos tuvo su primera aparición en la edición de 1982 en Nueva Deli, India y ha estado en cada edición de los Juegos Asiáticos excepto en la edición de 1990 desde entonces debido a que forma parte del programa de los Juegos Olímpicos.
Japón y Corea del Sur han dominado la disciplina con la misma cantidad de medallas de oro hasta el momento, pero Japón lidera el medallero histórico por la cantidad de medallas acumuladas.

## Ediciones
| Edición | Año  | Ciudad Sede | País Sede     | Campeón             |
| ------- | ---- | ----------- | ------------- | ------------------- |
| IX      | 1982 | New Delhi   | India         | India               |
| X       | 1986 | Seoul       | Corea del Sur | Japón               |
| XII     | 1994 | Hiroshima   | Japón         | Japón               |
| XIII    | 1998 | Bangkok     | Tailandia     | Japón               |
| XIV     | 2002 | Busan       | Corea del Sur | Corea del Sur       |
| XV      | 2006 | Doha        | Catar         | Catar Corea del Sur |
| XVI     | 2010 | Guangzhou   | China         | Corea del Sur       |
| XVII    | 2014 | Incheon     | Corea del Sur | Corea del Sur       |

## Medallero
| #     | País               | Oro | Plata | Bronce | Total |
| ----- | ------------------ | --- | ----- | ------ | ----- |
| 1     | Japón              | 15  | 14    | 10     | 39    |
| 2     | Corea del Sur      | 15  | 12    | 5      | 32    |
| 3     | Arabia Saudita     | 4   | 1     | 1      | 6     |
| 4     | India              | 3   | 1     | 6      | 10    |
| 5     | Catar              | 3   | 1     | 1      | 5     |
| 6     | Tailandia          | 2   | 2     | 3      | 7     |
| 7     | UAE                | 2   | 2     | 2      | 6     |
| 8     | Kuwait             | 1   | 2     | 2      | 5     |
| 9     | Filipinas          | 1   | 1     | 1      | 3     |
| 10    | Malasia            | 0   | 3     | 6      | 9     |
| 11    | China              | 0   | 2     | 2      | 4     |
| 11    | República de China | 0   | 2     | 2      | 4     |
| 13    | Brunéi             | 0   | 2     | 0      | 2     |
| 14    | Pakistán           | 0   | 1     | 0      | 1     |
| 15    | Hong Kong          | 0   | 0     | 2      | 2     |
| 16    | Indonesia          | 0   | 0     | 1      | 1     |
| 16    | Irán               | 0   | 0     | 1      | 1     |
| 16    | Irak               | 0   | 0     | 1      | 1     |
| Total | Total              | 46  | 46    | 46     | 138   |